# André Roche
André Roche (nacido en 1952 en Francia) es un artista, ilustrador, autor de cómics y libros infantiles.

## Biografía
André Roche recibió el título de Licenciado en Turismo, Hotelería y Artes Culinarias (= "BTH") desde el Liceo Hotelero Alexandre Dumas en Estrasburgo. Comenzó su carrera en Alemania, trabajando en diferentes establecimientos con el fin de perfeccionar sus conocimientos de alemán. En 1971, decidió instalarse en Baviera, mientras trabajaba en el prestigioso restaurante Tantris de Múnich.
En este tiempo, fue capaz de realizar un sueño de infancia, aprender a hacer cine de animación (animación, claymation y stop-motion) en estudios situados en Múnich. En 1975, se fue por su cuenta, como freelance para editoriales y agencias de publicidad.
Como artista e ilustrador, con la ayuda de un equipo de escritores y artistas, creó y dibujó unas 160 historietas cómicas y también hizo merchandising de ilustraciones para "La abeja Maya", a otros como "Wonderful Adventures of Nils Holgersson", "Taotao", "Tom y Jerry", "Alicia en el país de las maravillas", "Vickie el vikingo", "Heidi", "Mickey Mouse", "Pato Donald", y la "Pantera Rosa". Por su capacidad de crear nuevos personajes perfectamente en línea con el estilo de una serie, Boletín Medien 9/89 (Kellerer & Partners editorial) lo nombró "el mejor adaptador de personajes con licencia de Alemania".
Probablemente fue uno de los primeros artistas en el mundo en utilizar, por tanto, en la segunda mitad de la década de 1970 la técnica del aerógrafo para hacer personajes de dibujos animados ilustraciones y dibujos animados y sus entornos, dándoles una apariencia alivio de que no habían conocido antes, y que se convirtió en décadas comunes más tarde con el desarrollo de técnicas para la pintura y la construcción de avatares 3D.
Al mismo tiempo, se dio cuenta de las portadas, ilustraciones y caricaturas para revistas alemanes como "Das Rechtsmagazin", "Das Industriemagazin" o "Die Funkschau."
Como miembro del equipo fundador de la Asociación Alemana de cómics "ICOM" André Roche pertenecía al pequeño grupo de cineastas de historietas que intentó en 1984 para convencer a la oficina cultural de la ciudad alemana de Erlangen un salón del cómic le vendría muy bien. Dado que este evento se realiza regularmente cada dos años.
André Roche comenzó en 1983 para crear miniaturas para el huevo de chocolate "Kinder Sorpresa" de la empresa Ferrero. Los primeros fueron los caracteres adicionales a la serie "Las ranas felices (= Happy Frogs)" y los "Tapsy Törtels". Él también diseñó modelos y rompecabezas para series licencia "Tao Tao", "Pumuckl", "El Libro de la Selva", "La Abeja Maya", "Pato Donald", "Los Pitufos", "Los Aristogatos" y "Mickey Mouse".
Creó en 1987 por © Ferrero los "Happy Hippos"®, que reapareció en los años siguientes en varias constelaciones nuevas: "Los Happy Hippos Fitness", "Happy Hippos en crucero de sueño", "La empresa Happy Hippos", "La boda de los Happy Hippos","Las Happy Hippos estrellas de Hollywood", "El Hipperium®". La popularidad de los personajes "Happy Hippos" Ferrero llevó en 1993 al colocar un nuevo producto en el mercado, el "Kinder Happy Hippo Merienda". Siguió sus otras creaciones, como "Crazy Crocos", los "Pequeño Pingos", las "Tortualegres", los "Drolly Dinos", los "Elefantos", los "Bingo Birds" y los "Conejos Eco" estas series teniendo diferentes nombres dependiendo del país en el que aparecieron en el mundo. Varios de ellos fueron reutilizados para otras campañas de publicidad de los productos Ferrero. André Roche también se dio cuenta de estas series de anuncios de televisión de dibujos animados para el mercado alemán.